# نورا لام
نورا لام (بالصينية: 宋能爾) هي كاتبة سير ذاتية وكاتِبة صينية، ولدت في 4 سبتمبر 1932 في بكين في الصين، وتوفيت في 2 فبراير 2004 في سان خوسيه في الولايات المتحدة.

## وصلات خارجية
- نورا لام على موقع IMDb (الإنجليزية)